# Annalena Baerbocková
Annalena Charlotte Alma Baerbocková (nepřechýleně Baerbock, * 15. prosince 1980 Hannover) je německá politička, která byla počátkem června 2025 zvolena předsedkyní Valného shromáždění OSN.
V letech 2021–2025 byla spolkovou ministryní zahraničních věcí ve vládě Olafa Scholze, jakožto první žena v tomto úřadu. Poslankyní Spolkového sněmu byla zvolena v září 2013. V lednu 2018 se stala spolupředsedkyní Svazu 90/Zelení společně s Robertem Habeckem.

## Původ a rodinný život
S manželem a dvěma dcerami (nar. 2011, nar. 2015) žije v Postupimi. Je členkou Evangelicko-luterské církve.[zdroj⁠?!]

## Studium
V letech 2000–2004 studovala na Hamburské univerzitě politologii a veřejné právo. V letech 2004–2005 pokračovala studiem mezinárodního práva na London School of Economics, kde na konci studia získala titul Master of Laws (M.L.).
V letech 2000–2003 psala během studia pro noviny Hannoversche Allgemeine Zeitung. V letech 2005–2008 pracovala jako asistentka poslankyně Evropského parlamentu Elisabeth Schroedterové (Svaz 90/Zelení).

## Politické působení

### Politička Zelených
Od roku 2013 je poslankyní Německého spolkového sněmu. V rámci Strany zelených je řazena k umírněnější, tzv. realistické frakci („Realos“). V letech 2012–2015 byla členkou stranického výboru a v letech 2009–2013 působila jako předsedkyně strany ve spolkové zemi Braniborsko.
Dne 19. dubna 2021 byla po dohodě se spolupředsedou strany Robertem Habeckem určena předsednictvem strany za kandidátku na úřad německého spolkového kancléře pro volby do Spolkového sněmu v září 2021. Habeck a Baerbocková ve volební kampani působili společně jako „špičkové duo“ strany. Ve volbách skončili Zelení třetí se ziskem 14,8 %, což v přepočtu na mandáty znamenalo 118 poslanců. Následně vytvořili koaliční vládu s SPD a FDP, v níž se Baerbocková stala ministryní zahraničí.
Podpořila Zelenou dohodu pro Evropu (European Green Deal).

### Ministryně zahraničí
Jako ministryně zahraničí před vypuknutím války na Ukrajině v roce 2022 nepodporovala poskytnutí zbraní s odvoláním na skutečnost, že nevyzbrojením ruského protivníka věří v mírovou cestu ("Normanský formát") ze strany Ruska. Podle ukrajinského zdroje Annalena Baerbocková prohlásila: „G7 a Evropská unie daly velmi jasně najevo, že další vojenská eskalace na ukrajinských hranicích a především porušování mezinárodního práva a ukrajinské suverenity bude mít pro Rusko obrovské politické a ekonomické důsledky, pokud využijeme všechny naše možnosti. Nicméně naší prioritou je nyní zabránit dalšímu zhoršování situace. Toho lze dosáhnout pouze prostřednictvím diplomacie v "normanském formátu" a prostřednictvím Rady NATO-Rusko a OBSE.“
Svoji pozici změnila po ruské invazi na Ukrajinu v únoru 2022, kdy prohlásila "Naše zbraně pomáhají chránit lidské životy" a zasadila se o dodávky zbraní Ukrajině.  V květnu 2023 naléhala na Čínu, aby zaujala jasný postoj k rusko-ukrajinské válce, a prohlásila, že „neutralita znamená postavit se na stranu agresora.“ Nesouhlasila s rozhodnutím Bidenovy administrativy dodávat na Ukrajinu mezinárodně zakázanou kazetovou munici.

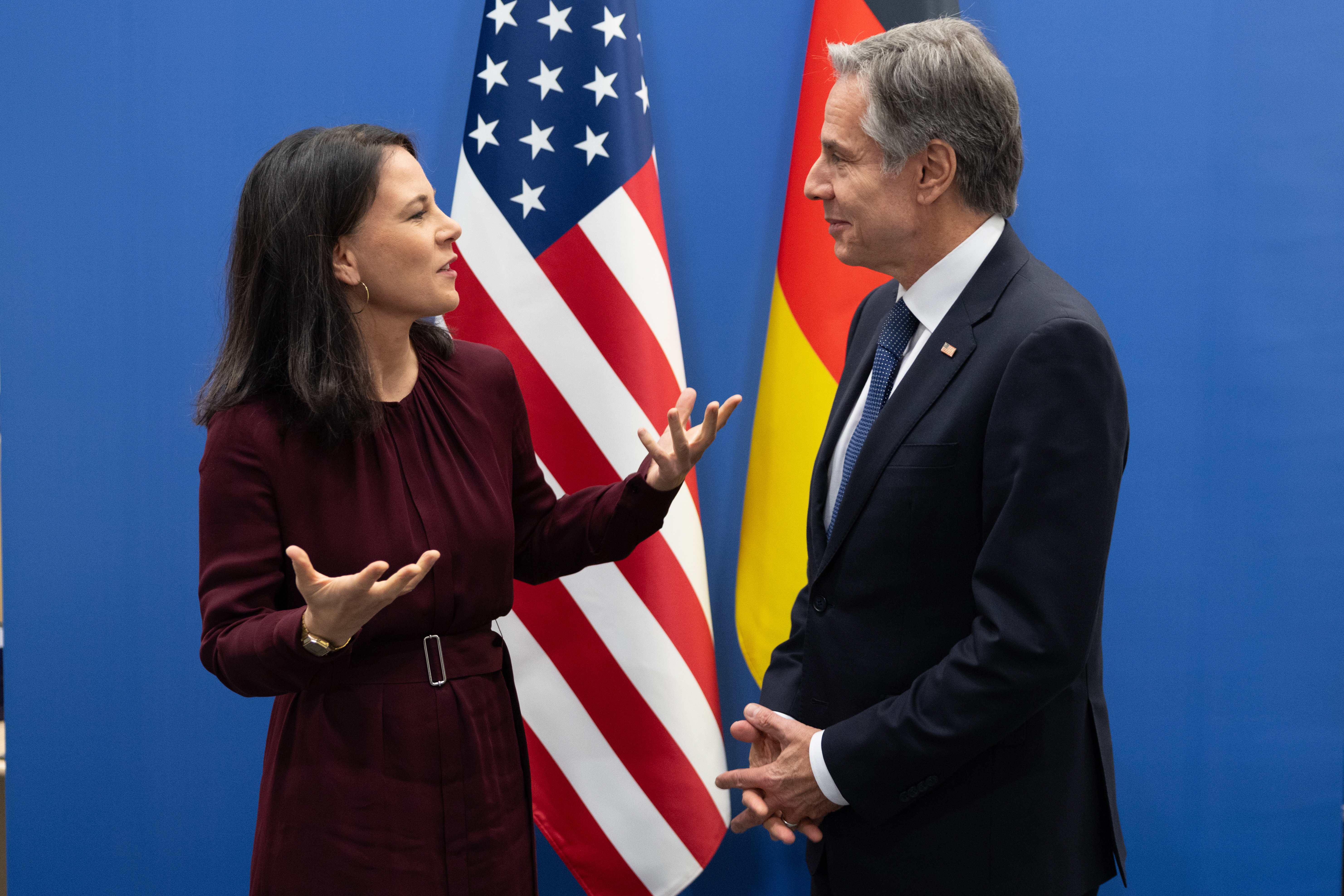
Baerbocková a americký ministr zahraničí Antony Blinken v Bruselu, prosinec 2024

V lednu 2023 přijela do Etiopie a setkala se s etiopským premiérem Abiy Ahmedem, aby podpořila mírovou dohodu, která ukončila válku v Tigraji. V květnu téhož roku navštívila Saúdskou Arábii. Během návštěvy ocenila úsilí Saúdské Arábie najít řešení válek v Jemenu a Súdánu. V září 2023 obvinila Ázerbájdžán z porušení svého slibu neuchýlit se k vojenskému řešení konfliktu o Náhorní Karabach, enklávy Ázerbájdžánu, která byla obývaná převážně arménským obyvatelstvem, a vyzvala jej, aby zastavil vojenskou ofenzívu proti separatistické arménské republice Arcach a navrátil se k jednání.
Vyjádřila podporu Izraeli a jeho právu na sebeobranu během války Izraele s Hamásem. Dne 23. října 2023 zablokovala deklaraci ministrů EU požadující „okamžité humanitární příměří“ na pomoc civilistům v pásmu Gazy. Dne 11. listopadu 2023 navštívila Izrael, aby vyjádřila solidaritu se zemí. Bezpodmínečnou podporu Izraele Německem zdůvodnila německou „historickou a morální odpovědnost vůči židovskému lidu a izraelskému státu“ kvůli holocaustu. Během projevu v německém Bundestagu dne 7. října 2024 označila izraelské bombardování Gazy jako „sebeobranu“.
Dne 3. ledna 2025 se setkala v Damašku s novým islamistickým vládcem Sýrie Ahmadem Šarou, bývalým velitelem syrské odnože al-Káidy, který se dostal k moci po pádu Asadova režimu. Při jejich setkání jí Šara odmítl podat ruku.